# Luigi Antonio di Borbone-Condé
Luigi Antonio di Borbone, duca di Enghien (Louis Antoine Henri, duc d'Enghien) (Chantilly, 2 agosto 1772 – Vincennes, 21 marzo 1804), è stato un nobile francese.
Parente dei sovrani borbonici di Francia, deve la sua notorietà più alla sua morte che alla sua vita, essendo stato giustiziato per accuse inventate durante il consolato francese dal ministro di Napoleone, Talleyrand.

## Biografia
Il duca era l'unico figlio di Luigi Enrico di Borbone "Duca di Borbone", e di Batilde d'Orléans, "Duchessa di Borbone". Come membro del regnante Casato di Borbone, egli era un prince du sang. Nacque nel castello di Chantilly, la residenza di campagna dei principi di Condé, un titolo che per nascita avrebbe ereditato. Gli fu dato il titolo di Duca di Enghien dalla nascita, in quanto erede del titolo di Duca di Borbone, suo padre, a sua volta, erede del titolo di Principe di Condé.
Il nome completo di sua madre era Louise Marie Thérèse Bathilde d'Orléans; era l'unica figlia femmina di Luigi Filippo d'Orléans (nipote del Reggente Philippe d'Orléans) e di Luisa Enrichetta di Borbone-Conti. Suo zio era il futuro Philippe Égalité ed era quindi un cugino di primo grado del futuro Luigi Filippo I, Re dei francesi. Era anche un discendente di Luigi XIV e della sua amante Madame de Montespan, essendo sua madre una bisnipote di Mademoiselle de Blois e suo padre un bisnipote di Mademoiselle de Nantes, le due figlie sopravvissute di Madame de Montespan.
Era figlio unico, poiché i suoi genitori si separarono nel 1778 dopo che il coinvolgimento di suo padre con Marguerite Catherine Michelot, una cantante d'opera, fu scoperto; fu sua madre che fu biasimata per l'infedeltà del marito. Suo padre ebbe due figlie illegittime da Marguerite.
Fu educato privatamente dall'Abbé Millot e, nelle questioni militari, dal Commodoro de Vinieux. Mostrò precocemente lo spirito bellicoso del Casato di Condé, e cominciò la sua carriera militare nel 1788. Allo scoppio della rivoluzione francese, emigrò con il padre e il nonno pochi giorni dopo la caduta della Bastiglia e rimase in esilio, cercando di aumentare le forze per l'invasione della Francia e la restaurazione della monarchia. Lui, suo padre e suo nonno erano ovviamente realisti, fedeli all'ancien régime, invece sua madre era democratica e quindi favorevole alla rivoluzione.
Nel 1792, allo scoppio delle guerre rivoluzionarie francesi, ricoprì un comando nel corpo degli émigré organizzato e comandato da suo nonno, il Principe di Condé. Questo esercito di Condé condivise la fallimentare invasione della Francia del Duca di Brunswick.

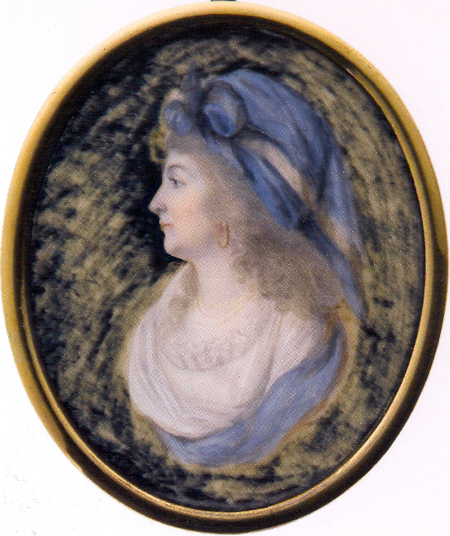
Carlotta di Rohan, la moglie segreta di Luigi Antonio; miniatura di François-Joseph Desvernois

Dopo di ciò, fedele al suo re Luigi XVIII, il giovane duca continuò a prestare servizio sotto suo padre e suo nonno nell'esercito Condé per vendicare suo cugino Luigi XVI e abbattere il governo della Repubblica francese e, in diverse occasioni, si distinse per il suo coraggio cavalleresco e ardore in prima linea. Scioltasi l'armata dopo la pace di Lunéville del febbraio 1801, sposò segretamente Carlotta di Rohan-Rochefort, nipote ed erede del cardinale di Rohan (la segretezza era dovuta al fatto che al matrimonio era contrario il nonno paterno del duca di Enghien), e prese residenza a Ettenheim nel principato vescovile di Strasburgo, allora dello zio di sua moglie (territorio passato poi nel 1803 all'Elettorato di Baden).
Nel 1803, sottoscrisse la protesta di Luigi XVIII contro Napoleone, che offriva il trono di Polonia al Borbone in cambio della sua rinuncia al trono di Francia.

### Morte
Avendo avuto sentore di un complotto realista per ucciderlo, fomentato dallo chouan Georges Cadoudal e dall'ex generale Pichegru e convinto che il giovane Enghien ne fosse l'animatore, quando invece si trattava del duca di Berry, figlio del conte d'Artois, Napoleone Bonaparte ne dispose la cattura con un'incursione della cavalleria della Guardia imperiale agli ordini del generale Ordener: il 15 marzo 1804, un distaccamento di un migliaio di uomini del 22º reggimento dragoni, con in testa il colonnello Jean Augustin Carrié de Boissy,  si diresse verso Ettenheim, a 10 km dalla frontiera francese, e rapì il duca. Arrestato nella notte fra il 15 e il 16 marzo 1804, insieme ad altre tre persone, il duca venne portato prima a Strasburgo e poi tradotto nella fortezza di Vincennes. Posto innanzi ad un consiglio di guerra composto da sette colonnelli e dal generale Hulin che lo presiedeva, l'Enghien, pur dichiarando di odiare il Primo Console e di volerlo combattere fino in fondo, respinse le accuse di aver fatto parte di un complotto per preparare un attentato e chiese di avere con lui un colloquio chiarificatore. Nel frattempo la cattura di Cadoudal e di Pichegru, ad opera della polizia di Fouché, consentì di appurare la veridicità delle parole dell'Enghien. L'accusa fu tramutata in alto tradimento per aver combattuto contro l'esercito francese, a fianco dei nemici della Francia, e l'Enghien fu condannato a morte dopo un processo-burla. Fucilato il 21 marzo, il suo corpo fu gettato in una fossa ai piedi del Padiglione della Regina. Nel 1816, Luigi XVIII ne fece esumare il corpo e lo fece deporre nella Sainte-Chapelle di Vincennes, all'interno della cinta del castello di Vincennes. 

#### L'eco europea e le conseguenze del fatto

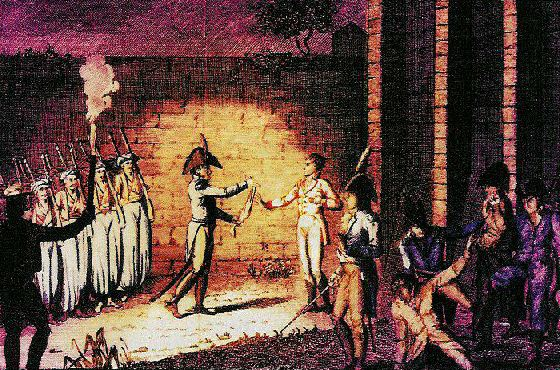
L'esecuzione del duca d'Enghien

L'evento destò l'indignazione delle corti europee per l'arrogante violazione della sovranità di uno stato estero da parte della Francia, e per la sorte riservata al duca, e diede uno scossone negativo all'immagine europea del Bonaparte, alla quale invece l'allora ancor Primo Console teneva moltissimo.
Le prove del coinvolgimento del duca nella cospirazione non furono mai trovate, e in effetti l'accusa nei confronti del giovane duca fu mutata da cospirazione ad alto tradimento per aver preso le armi contro il proprio paese. L'interpretazione che viene data riguardo alla decisione di procedere al rapimento ed a quanto ad esso seguì è che il Primo Console, in un contesto di accuse da parte degli irriducibili della Rivoluzione, già levatisi a difendere il generale Moreau, che era stato da poco imprigionato per cospirazione, di voler piano piano riportare la monarchia in auge, e di cospirazioni da parte dei realisti in patria e soprattutto all'estero, avesse voluto dare una lezione a entrambi: ai repubblicani, per dimostrare loro che non stava facendo ciò di cui lo accusavano e agli altri perché non provassero a farlo fuori. Motore dell'azione non fu certo la scarsa pericolosità del giovane e generoso duca d'Enghien.
La giovane età, il matrimonio d'amore e il sacrificio della vita fecero del duca di Enghien, appartenente a una casata delle più illustri della nobiltà francese, l'emblema dell'eroe romantico. Dopo la restaurazione Luigi XVIII dispose nel 1816 la traslazione della salma del duca nella Sainte-Chapelle di Vincennes, sotto un monumento del Lenoir.

## Nella cultura di massa

### Letteratura
L'episodio dell'esecuzione fu menzionato in opere teatrali e letterarie.

#### Tolstoj
Lev Tolstoj nel suo romanzo Guerra e pace ne fa oggetto di discussione nel salotto di uno dei personaggi, Anna Pavlovna Sherer, ove è presente un emigré, il visconte di Mortemart, che avrebbe conosciuto personalmente lo sfortunato duca:
e ancora:

#### Alessandro Dumas
L'assassinio del duca d'Enghien è anche trattato nel libro di Alessandro Dumas padre nel suo romanzo Il cavaliere di Sainte-Hermine:
ed anche:

#### Thomas Mann
Anche nel romanzo I Buddenbrook: decadenza di una famiglia, pubblicato da Thomas Mann a soli 26 anni, viene citato il duca d'Enghien. Nel capitolo V della Parte prima, nella discussione durante il pranzo inaugurale della nuova residenza della famiglia Buddenbrook, parlando di Napoleone, scrive Mann, «...il vecchio Buddenbrook disse:
Il console scosse il capo con serietà:
 osservò il pastore Wunderlich. 
 e disse di un libro che era uscito alcuni anni prima e che egli aveva letto, opera di un segretario dell'imperatore, che meritava di essere presa in considerazione.»

#### Victor Hugo
Nel romanzo I Miserabili, nell'ampia sezione dedicata a Waterloo e alla sconfitta di Napoleone Bonaparte (parte seconda, libro primo), Victor Hugo cita il duca d'Enghien (cap. XVIII), in questi termini:

### Cinema
- La Mort du duc d'Enghien en 1804 (1909), diretto da Albert Capellani.
- Napoléon (2002), interpretato da David La Haye.

## Ascendenza
|                                        |                          |                                         | Genitori                                        |  |  | Nonni |  |  | Bisnonni                      |  |  | Trisnonni            |  |
|                                        |                          |                                         |                                                 |  |  |       |  |  | Luigi-Enrico di Borbone-Condé |  |  | Luigi III di Borbone |  |
|                                        |                          |                                         |                                                 |  |  |       |  |  | Luigi-Enrico di Borbone-Condé |  |  | Luigi III di Borbone |  |
|                                        |                          | Luisa Francesca di Borbone-Francia      |                                                 |  |  |       |  |  | Luigi-Enrico di Borbone-Condé |  |  |                      |  |
| Luigi-Giuseppe di Borbone-Condé        |                          |                                         |                                                 |  |  |       |  |  | Luigi-Enrico di Borbone-Condé |  |  |                      |  |
|                                        |                          | Carolina di Hessen-Rheinfels-Rotenburg  | Ernesto Leopoldo d'Assia-Rotenburg              |  |  |       |  |  |                               |  |  |                      |  |
|                                        |                          | Carolina di Hessen-Rheinfels-Rotenburg  | Ernesto Leopoldo d'Assia-Rotenburg              |  |  |       |  |  |                               |  |  |                      |  |
|                                        |                          | Carolina di Hessen-Rheinfels-Rotenburg  | Eleonora Maria di Löwenstein-Wertheim-Rochefort |  |  |       |  |  |                               |  |  |                      |  |
| Luigi-Enrico-Giuseppe di Borbone-Condé |                          | Carolina di Hessen-Rheinfels-Rotenburg  |                                                 |  |  |       |  |  |                               |  |  |                      |  |
|                                        |                          | Carlo di Rohan-Soubise                  | Jules de Rohan                                  |  |  |       |  |  |                               |  |  |                      |  |
|                                        |                          | Carlo di Rohan-Soubise                  | Jules de Rohan                                  |  |  |       |  |  |                               |  |  |                      |  |
|                                        |                          | Carlo di Rohan-Soubise                  | Anne Julie de Melun                             |  |  |       |  |  |                               |  |  |                      |  |
| Carlotta di Rohan-Soubise              |                          | Carlo di Rohan-Soubise                  |                                                 |  |  |       |  |  |                               |  |  |                      |  |
|                                        |                          | Anne Marie Louise de La Tour d'Auvergne | Emanuele Teodosio di Bouillon                   |  |  |       |  |  |                               |  |  |                      |  |
|                                        |                          | Anne Marie Louise de La Tour d'Auvergne | Emanuele Teodosio di Bouillon                   |  |  |       |  |  |                               |  |  |                      |  |
|                                        |                          | Anne Marie Louise de La Tour d'Auvergne | Anne Marie Christine de Simiane                 |  |  |       |  |  |                               |  |  |                      |  |
| Luigi Antonio di Borbone-Condé         |                          | Anne Marie Louise de La Tour d'Auvergne |                                                 |  |  |       |  |  |                               |  |  |                      |  |
|                                        | Luigi di Borbone-Orléans | Filippo II di Borbone-Orléans           |                                                 |  |  |       |  |  |                               |  |  |                      |  |
|                                        | Luigi di Borbone-Orléans | Filippo II di Borbone-Orléans           |                                                 |  |  |       |  |  |                               |  |  |                      |  |
|                                        | Luigi di Borbone-Orléans | Francesca Maria di Borbone-Francia      |                                                 |  |  |       |  |  |                               |  |  |                      |  |
| Luigi Filippo I di Borbone-Orléans     | Luigi di Borbone-Orléans |                                         |                                                 |  |  |       |  |  |                               |  |  |                      |  |
|                                        |                          | Augusta Maria Giovanna di Baden-Baden   | Luigi Guglielmo di Baden-Baden                  |  |  |       |  |  |                               |  |  |                      |  |
|                                        |                          | Augusta Maria Giovanna di Baden-Baden   | Luigi Guglielmo di Baden-Baden                  |  |  |       |  |  |                               |  |  |                      |  |
|                                        |                          | Augusta Maria Giovanna di Baden-Baden   | Sibilla Augusta di Sassonia-Lauenburg           |  |  |       |  |  |                               |  |  |                      |  |
| Batilde di Borbone-Orléans             |                          | Augusta Maria Giovanna di Baden-Baden   |                                                 |  |  |       |  |  |                               |  |  |                      |  |
|                                        |                          | Luigi Armando II di Borbone-Conti       | Francesco-Luigi di Borbone-Conti                |  |  |       |  |  |                               |  |  |                      |  |
|                                        |                          | Luigi Armando II di Borbone-Conti       | Francesco-Luigi di Borbone-Conti                |  |  |       |  |  |                               |  |  |                      |  |
|                                        |                          | Luigi Armando II di Borbone-Conti       | Maria Teresa di Borbone-Condé                   |  |  |       |  |  |                               |  |  |                      |  |
| Luisa Enrichetta di Borbone-Conti      |                          | Luigi Armando II di Borbone-Conti       |                                                 |  |  |       |  |  |                               |  |  |                      |  |
|                                        |                          | Luisa Elisabetta di Borbone-Condé       | Luigi III di Borbone-Condé                      |  |  |       |  |  |                               |  |  |                      |  |
|                                        |                          | Luisa Elisabetta di Borbone-Condé       | Luigi III di Borbone-Condé                      |  |  |       |  |  |                               |  |  |                      |  |
|                                        |                          | Luisa Elisabetta di Borbone-Condé       | Luisa Francesca di Borbone-Francia              |  |  |       |  |  |                               |  |  |                      |  |
|                                        |                          | Luisa Elisabetta di Borbone-Condé       |                                                 |  |  |       |  |  |                               |  |  |                      |  |